# Svetlana Kana Radević

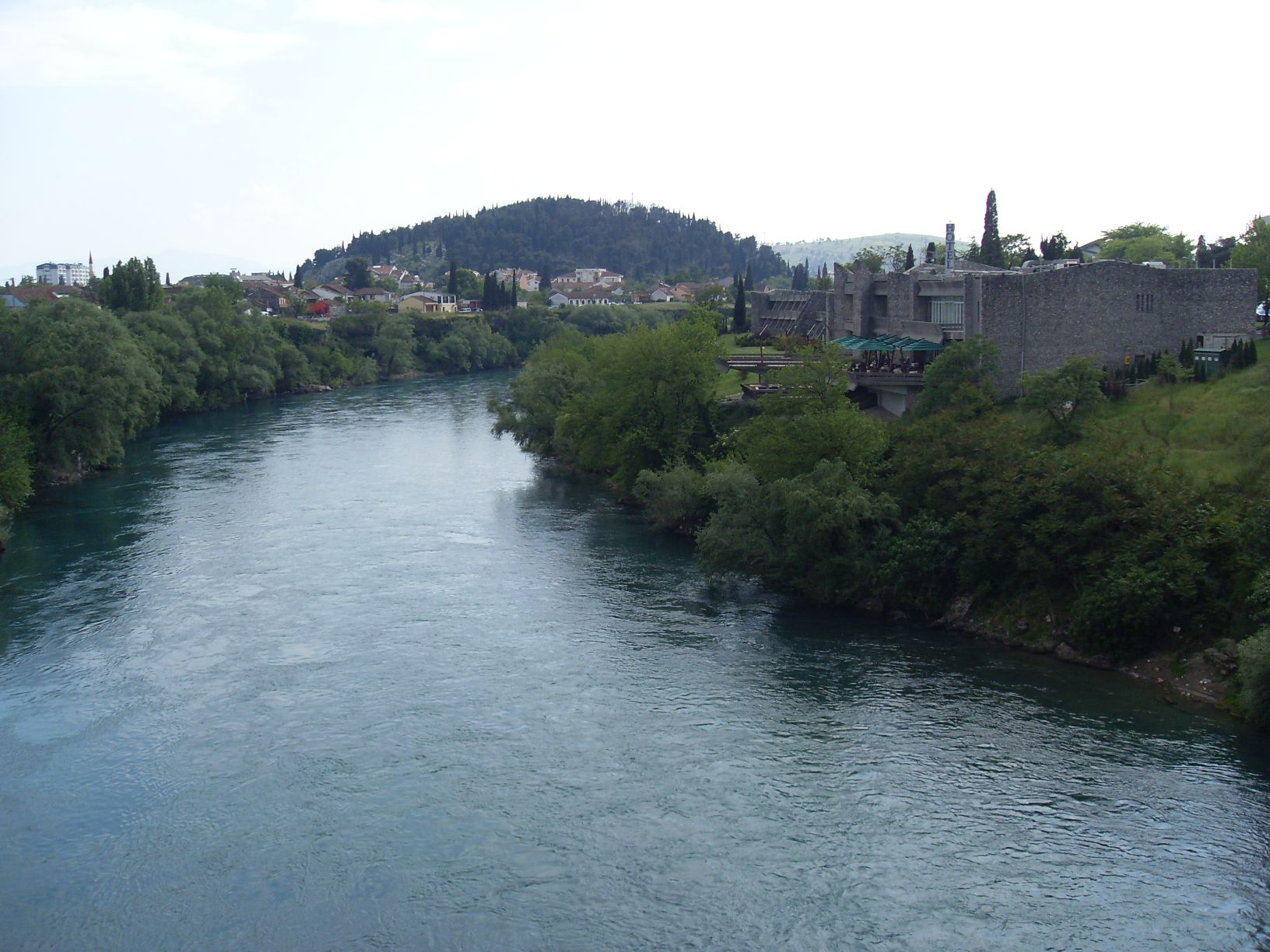
Hotel Podgorica, 1967

Svetlana Kana Radević (Cetiña, 21 de noviembre de 1937–8 de noviembre de 2000) fue una arquitecta montenegrina. Es considerada como la primera arquitecta de Montenegro. Su trabajo fue reconocido con dos premios nacionales de arquitectura. El estilo de su trabajo marcó el movimiento moderno socialista yugoslavo (Montenegro), convirtiéndose su arquitectura brutalista parte del patrimonio arquitectónico de la región de los Balcanes.

## Biografía
Svetlana Kana Radević nació el 21 de noviembre de 1937 en Cetiña, Yugoslavia donde estudió en la escuela elemental. Acudió al instituto Slobodan Škerović en Titogrado, ahora Podgorica. Se graduó en la Facultad de Arquitectura de la Universidad de Belgrado donde su tesis de pregrado fue un estudio tipológico para un centro de congresos que ya indicaba un diseño que reflejaba la arquitectura contemporánea estadounidense y brasileña. A través de una beca Fulbright, obtuvo un máster por la Universidad de Pensilvania, a donde asistió a las clases magistrales de Louis Kahn, y prosiguió con el doctorado. Continuó sus estudios en Japón, en el atelier de Kisho Kurokawa, esta experiencia influyó fuertemente su posterior trabajo.
Fue miembro de la Academia dicocleciana de las ciencias y las artes y la primera vicepresidenta de Matica crnogorska, así como miembro extranjera de la Academia rusa de Arquitectura y Ciencias de Construcción. Su estilo se distinguía por la selección de materiales que usaba, fusionando las estructuras con su entorno, y el tamaño y poder de sus diseños. 
Su trabajo más notable fue el Hotel Podgorica, proyecto obtenido por concurso al año de graduarse y con el cual ganó el Premio Federal Borba de Arquitectura en 1967, en la más joven ganadora y única arquitecta montenegrina en recibirlo. El edificio tipifica su estilo en el que utiliza piedra, un material de construcción tradicional, para jugar con formas únicas que sobresalen de la fachada, de una manera no tradicional. Al mismo tiempo, el edificio encaja en el paisaje como si su masa de hormigón fuese parte del entorno. Su Monumento a los Soldados Caídos de Lješanska nahija en Barutana también ganó una competición nacional en 1975.
Como urbanista participó en el Instituto de Urbanismo y Planificación de la República en Podgorica desde 1963 hasta que se mudó al extranjero en 1972, sus actividades allí incluyen la planificación maestra de Jaz, una ciudad costera de Montenegro. Posteriormente integró la agencia de planificación regional de Montenegro.
Radević falleció el 8 de noviembre de 2000.

## Obras construidas
- Kruševac Business Centre[2] y estación de autobuses[4]
- Hotel Podgorica[2]
- Hotel Mojkovac[2]
- Hotel Zlatibor[6]
- Instituto lexicográfico[4]
- Monumento a los Soldados Caídos de Lješanska nahija (Barutana)[7]

## Exposiciones
Entre julio de 2018 y enero de 2019 el MoMA presentó la exposición Toward a Concrete Utopia, donde se exhibió la producción arquitectónica en el periodo de intensa construcción entre la ruptura de Yugoslavia con el bloque soviético en 1948 y la muerte del líder yugoslavo Tito en 1980. Se incluyeron dibujos, fotografías, filmes, maquetas sobre la arquitectura monumental y el urbanismo yugoslavo de los arquitectos más reconocidos de la época socialista: Bogdan Bogdanović, Juraj Neidhardt, Edvard Ravnikar, Vjenceslav Richter, Milica Šterić y Svetlana Kana Radević, entre otros.